# نورتن الاتصال الآمن
نورتن الاتصال الآمن أو نورتون كونكت سيف (بالإنجليزية: Norton ConnectSafe)‏ هي خدمة عامة مجانية لنظام أسماء النطاقات تُقدمها شَركة سيمانتك لتوفير تجربة أسرع وأكثر موثوقية لتصفح الإنترنت عن طريق حجب عدد من المواقع غير المرغوب فيها، أوقفت الخدمة في 15 نوفمبر 2018.

## التاريخ
فُتحت هذه الخدمة للجمهور في شهر يونيو 2010، أُعلن عن التخطيط لإيقاف الخدمة في 15 نوفمبر (تشرين الثاني) 2018.

## الوظيفة
تساعد هذه الخدمة في توفير الحماية من تهديدات الويب بناءاً على سياسات الحماية الثلاث، حيثُ تعمل الخدمة على حجب المواقع المعروف بأنها غير آمنة أو احتيالية أو ذات محتوى تصيدي، وحجب المواقع المصابة التي من المُحتمل أن تسبب ضرراً للجهاز الخاص بالمستخدم، كما تعمل على حجب المحتوى غير المرغوب (غير المناسب للأطفال). يمكن للمستخدمين استخدام هذه الخدمة من خلال ضبط أسماء النطاقات بحيثُ تُصبح مماثلة لتلك الخاصة بخدمة نورتون كونكت سيف. برمجيات العميل الخاصة بويندوز وماك أو اس إكس وَأندرويد مُتاحة لتكوين استخدام الخدمة بشكل تلقائي.
يتم فحص استعلامات نظام أسماء النطاقات الموجة من خلال نورتون كونكت سيف بواسطة قاعدة بيانات نورتون ويب الآمن، ويتم ذلك للتأكد من أنها لا تُشير إلى مواقع خبيثة أو غير مناسبة، حيثُ تسعى شركة سيمانتيك من خلال هذه الخدمة منع البرمجيات الخبيثة ومحاولات التصيد، بالإضافة لحجب المواقع الإباحية وغير الملائمة وذلك حسب رغبة المستخدم، كما تعترض هذه الخدمة أسماء النطاقات ذات الأخطاء الإملائية أو التي تقدم اقتراحات وتعرض إعلانات.

## عناوين آي بي في4
العناوين التالية مُسجلة لنورتن كونكت سيف:
السياسة A - الأمان
تحجب هذه السياسة جميع المواقع المستضيفة للبرمجيات الضارة، ومواقع التصيد والاحتيال. لاختيار هذه الرخصة قم باستعمال العناوين التالي كأسماء النطاقات المُفضلة (الأساسية) والبديلة (الثانوية) لديك:
- 199.85.126.10
- 199.85.127.10

السياسة B - الأمان + المواد الإباحية
بالإضافة لحجب المواقع غير الآمنة، تعمل هذه السياسة على منع الوصول إلى المواقع ذات المواد الإباحية الصريحة. لاختيار هذه الرخصة قم باستعمال العناوين التالي كأسماء النطاقات المُفضلة (الأساسية) والبديلة (الثانوية) لديك:
- 199.85.126.20
- 199.85.127.20

السياسة C - الأمان + المواد الإباحية + المواد غير العائلية
هذه الرخصة مثالية للعائلات التي لديها أطفال صغار، حيثُ إضافةً لحجب المواقع غير الآمنة والإباحية، فهي تحجب المواقع التي تقدم محتوى ناضج (الإجهاض، الكحول، الجريمة، الطقوس، المخدرات، القمار، الكراهية، التوجه الجنسي، الانتحار، التبغ، العنف وغيرها). لاختيار هذه الرخصة قم باستعمال العناوين التالي كأسماء النطاقات المُفضلة (الأساسية) والبديلة (الثانوية) لديك:
- 199.85.126.30
- 199.85.127.30